# Adenocritonia
Adenocritonia là một chi thực vật có hoa trong họ Cúc (Asteraceae).

## Loài
Chi Adenocritonia gồm các loài: